# Šalamenci
Šalamenci (Hongaars: Salamon, Duits: Schallendorf) is een plaats in Slovenië en maakt deel uit van de gemeente Puconci in de NUTS-3-regio Pomurska. De plaats telde 281 inwoners op 1 januari 2020.